# Jacques Sternberg
Pour les articles homonymes, voir Sternberg.
Nathan Jacques Sternberg, dit Jacques Sternberg, né le 17 avril 1923 à Anvers et mort le 11 octobre 2006 à Paris 4e, est un écrivain belge francophone.
Romancier, dramaturge, directeur de collection, auteur d'anthologies, pamphlétaire, essayiste, journaliste, chroniqueur, préfacier et postfacier, scénariste, rewriter, « écrivain inclassable ayant un goût prononcé pour l'absurde, l'humour noir et l'étrange, Jacques Sternberg a écrit une œuvre abondante, des contes et des nouvelles par centaines, des essais de toutes sortes et près d'une vingtaine de romans », ces derniers, ainsi que ses nouvelles, touchant principalement à la science-fiction et au fantastique.

## Biographie
Jacques Sternberg naît le 17 avril 1923 à Anvers. Son père était un diamantaire anversois d'origine polonaise mort en déportation à Majdanek. Jacques Sternberg commence à écrire dès l'âge de 19 ans en 1941. Il se tourne vite vers le fantastique et la science-fiction. Ses débuts sont difficiles. En 1946, il épouse Francine, et la même année naît leur fils Jean-Pol, qui deviendra plus tard écrivain sous le pseudonyme de Lionel Marek. Il pratique le métier d'emballeur, puis s'installe à Paris dans l'espoir d'être publié.
En 1953, il publie son premier livre, La Géométrie dans l'impossible, chez Éric Losfeld.
En 1962, avec Jodorowsky, Topor et Arrabal il participe à la fondation du mouvement Panique.

### Le directeur de collection
De 1963 à 1967, les Éditions Julliard lui confient la direction de sa collection « Humour secret » destinée à mettre en lumière quelques humoristes alors méconnus en France. Outre James Thurber, Stephen Leacock et Roger Price, il y publie ses amis Cami, Copi, Cavanna, mais aussi ses découvertes comme François Valorbe, et quelques noms plus obscurs comme Fritz von Herzmanovsky-Orlando ou Honoré Bostel. La collection comportera 14 volumes.
Dans les années 1970, il a beaucoup contribué à la diffusion, à la promotion et à la reconnaissance de la nouvelle française et étrangère des XIXe et XXe siècles, en publiant notamment, sous la direction de Jacques Bergier et Louis Pauwels, les Anthologies Planète telles que Les Chefs-d’œuvre du fantastique, de l'épouvante, de la science-fiction, du kitsch, de la bande dessinée…
Jacques Sternberg a également collaboré aux Éditions de minuit, Le Terrain vague, Éric Losfeld, Denoël, Calmann-Lévy, Christian Bourgois, Marabout, Albin Michel, Plon, Les Belles Lettres, La Renaissance du livre et autres…

### Le nouvelliste
Avec plus de 1 500 textes répertoriés à ce jour, Jacques Sternberg est le nouvelliste le plus prolifique du XXe siècle[réf. nécessaire].
« Écrire un roman de plus de 250 pages est à la portée de n'importe quel écrivain plus ou moins doué […] Mais écrire 270 contes, généralement brefs, c'est une autre histoire. Ce n'est plus une question de cadence, mais d'inspiration, cela demande 270 idées.  »
— (préface aux Contes glacés)
« […] je ne vibre vraiment qu'en écrivant des nouvelles — avec chutes et sujets bien précis — et je naufrage généralement au cours d'un roman. D'ailleurs, je n'en lis presque jamais, je m'y ennuie. Même en dessous de trois cents pages, je les trouve presque toujours épuisants, interminables, et si souvent radotés par d'autres. »
— (Nouvelles Nouvelles, no 23, été 1991, p. 40)
« Après avoir publié une vingtaine de romans généralement étirés en une suite d'épuisantes anecdotes, il écrivit un jour un recueil de nouvelles sans se rendre compte qu'il s'attaquait à un genre qui supportait mal le manque absolu d'imagination et la prolixité dans le vide. »
— (Contes griffus, p. 134)
Il y fait également preuve d'un grand sens de l'humour :
« Quand les énormes insectes venus d'autre part virent pour la première fois des hommes de la Terre, ils notèrent, stupéfaits et très effrayés : ce sont d'énormes insectes. »
— (Contes brefs)

### Le scénariste
En 1961, Jacques Sternberg rencontre le réalisateur Alain Resnais chez une amie commune et ce dernier le recontacte l'année suivante pour lui proposer de le faire travailler comme scénariste. Resnais a particulièrement apprécié son roman  Un jour ouvrable qu'il a lu sur les conseils de Chris Marker, et a également lu son premier roman Le Délit ainsi que La Géométrie de l'impossible.
Sternberg apporte par la suite à Alain Resnais quatre idées de scénario. L'une d'elles est née du fait que Jacques Sternberg se sent alors plus doué pour le conte que pour le roman : il a donc cherché un moyen d'accumuler des scènes très courtes, « avec énormément de temps morts », reliées par une même histoire. Le scénariste et le réalisateur entament alors un scénario dont la rédaction prendra cinq ans, avec des périodes d'arrêt qui dureront parfois plusieurs mois, Sternberg disant avoir travaillé « dans la jubilation la plus totale ». Ce sera Je t'aime, je t'aime.
Le personnage principal du film, Claude Ridder, est très inspiré de Jacques Sternberg : tout comme lui, l'écrivain a multiplié les emplois tels « [qu']emballeur, manutentionnaire, dactylo, rédacteur de circulaires, secrétaire de rédaction et autres emplois sous-payés ». Il a aussi utilisé de faux papiers pendant la Seconde Guerre mondiale, et a plusieurs fois failli mourir, ce dont il a gardé « l'impression d'être en sursis ». Le personnage de Catrine s'inspire de sa femme Francine, abandonnée à l'âge de cinq ans et qui en est restée éternellement triste.

### L'acteur
Sternberg tourna aussi comme acteur dans quelques films et un documentaire :
- Pleins feux sur Stanislas de Jean-Charles Dudrumet (1965)[8] ;
- La Chute d'un corps de Michel Polac (1973)[9] ;
- À quelques jours près de Yves Ciampi (1969)[10] ;
- Une approche d'Alain Resnais, révolutionnaire discret de Michel Leclerc - reportage TV, interview (1980)[11] ;
- Qui êtes-vous Dorothée Blanck ? de Haydée Caillot (1987)[12].

### Le navigateur
Grand amateur de voile légère, barreur confirmé, Jacques Sternberg était propriétaire d'un Zef (minuscule - 3,60 m - dériveur de promenade) surnommé l'Éric, puis d'un Sunfish (dériveur à coque plastique créé aux États-Unis et alors pratiquement inconnu en Europe - offert par un admirateur) avec lequel il accomplissait de longues randonnées, y compris par mauvais temps, mais détestait la compétition et la régate autour de trois bouées…. Il a d’ailleurs raillé le milieu des régatiers, des sponsors et des yachts-clubs dans son roman nautico-érotico-délirant (Le Navigateur) écrit en 1976 à l'apogée de la « Tabarly-mania ». La mer, ainsi vécue « au contact », de façon quasi charnelle, traverse toute son œuvre, et notamment le roman Sophie, la mer et la nuit, son plus grand succès,,.
De 1974 à 1983, il vit 6 mois par an à Villers-sur-Mer (Calvados) pour assouvir ses deux passions : écrire et naviguer.
En ce qui concerne ses déplacements terrestres, il aimait se déplacer en VéloSoleX, avec lequel il affirme avoir parcouru plus de 300 000 km et dont il fait un éloge complet dans un chapitre de Vivre en survivant : démission, démerde, dérive.

## Publications

### Anthologies
- Les Chefs-d’œuvre du crime - Anthologies Planète, (1959, car la première édition est antérieure aux éditions Planète)
- Les Chefs-d’œuvre de l'érotisme - Anthologies Planète, (1964)
- Les Chefs-d’œuvre du sourire - Anthologies Planète, (1964)
- Les Chefs-d’œuvre de l'épouvante - Anthologies Planète, (1965)
- Les Chefs-d’œuvre de l'amour Sensuel - Anthologies Planète, (1966)
- Jacques Sternberg, Jacques Lob et Michel Caen (préf. René Goscinny), Les Chefs-d’œuvre de la bande dessinée, Paris, Planète, coll. « Anthologie », 1967, 480 p., ill. (OCLC 11154674, présentation en ligne).
- Les Chefs-d’œuvre du fantastique - Anthologies Planète, (1967)
- Les Chefs-d’œuvre du dessin d'humour - Anthologies Planète, (1968)
- Les Chefs-d’œuvre de notre enfance - Anthologies Planète, (1968)
- Les Chefs-d’œuvre de la méchanceté - Anthologies Planète, (1969)
- Les Chefs-d’œuvre de la science-fiction - Anthologies Planète, (1970)
- Les Chefs-d’œuvre de l'humour noir - Anthologies Planète, (1970)
- Les Chefs-d’œuvre du Kitsch - Anthologies Planète, (1971)

### Nouvelles et contes
- Angles Morts -  sous le pseudonyme de Jacques Bert - À compte d'auteur (1944)
- Jamais je n’aurais cru cela! - sous le pseudonyme de Jacques Bert - La Nouvelle Revue de Belgique (1945)
- Touches Noires - Cyrano (1948)
- La Géométrie dans l'Impossible - Losfeld, 1953
- La Géométrie dans la Terreur - Losfeld, 1955
- Entre deux mondes incertains, Denoël, coll. « Présence du futur », 1957 (OCLC 459696116)
  - Comment vont les affaires ? (nouvelle)
- Univers Zéro - André Gérard Marabout, 1970
- Futurs sans avenir, Paris, Laffont, 1971 — réédition 1982[17] (ISBN 2-221-00952-5).
  - Si loin du monde… (nouvelle)
- Contes glacés - André Gérard Marabout, 1974
- 188 Contes à régler - Denoël, 1988 ; Gallimard, "Folio", 1998
- Histoires à dormir sans vous - Denoël, 1990 ; Gallimard, "Folio", 1993
- Histoires à mourir de vous - Denoël, 1991 ; Gallimard, "Folio", 1995
- Contes griffus - Denoël, 1993
- Dieu, moi et les autres, Paris, Denoël, 1995  (ISBN 2207243605)
- Si loin de nulle part  - Les Belles Lettres, 1998
- 300 Contes pour solde de tout compte  - Les Belles Lettres, 2002

### Romans
- Le Délit - Plon  (1954) - réédition La dernière goutte, 2008
- La Sortie est au fond de l'espace - Denoël, 1956
- L'Employé - Éditions de minuit, 1958
- L'Architecte - Losfeld, 1960
- La Banlieue - Julliard, 1961
- Un jour ouvrable - Losfeld, Le Terrain vague, 1961 - réédition La dernière goutte, 2009
- Toi, ma nuit - Losfeld, 1965 ; Gallimard, « Folio »
- Attention, planète habitée - Losfeld, 1970
- Le Cœur froid - Christian Bourgois, 1972
- Sophie, la mer et la nuit - Albin Michel (1976) - rééd. (2010)
- Le Navigateur - Albin Michel (1976)
- Mai 86 - Albin Michel (1978)
- Suite pour Eveline, sweet Evelin - Albin Michel (1980)
- Agathe et Béatrice, Claire et Dorothée - Albin Michel (1979)
- L'Anonyme - Albin Michel (1982)
- Le Shlemihl - Julliard (1989)
- La Sortie est au fond du couloir - Cactus Inébranlable éditions (2014) [inédit]

### Théâtre
- C'est la guerre, monsieur Gruber - Losfeld (1968)
- Kriss l'emballeur, Une soirée pas comme les autres - Albin Michel (1979)

### Essais
- Une succursale du fantastique nommée science-fiction - Losfeld (1958)
- Topor - Seghers (1978)
- Vivre en survivant (lire en ligne sur Gallica) - Tchou (1977)

### Lettres ouvertes
- Lettre aux gens malheureux et qui ont bien raison de l’être - Losfeld (1972)
- Lettre ouverte aux Terriens - Albin Michel (1974)

### Dictionnaires
- Dictionnaire du mépris - Calmann-Lévy (1973)
- Dictionnaire des idées revues - Denoël (1985)

### Essais autobiographiques
- La Boîte à guenilles - le Sablon (1945)
- À la dérive en dériveur - Julliard (1974)
- Mémoires provisoires - Retz (1977)
- Profession: Mortel: Fragments d'autobiographie, Belles Lettres, 2001 (ISBN 978-2-251-44176-4).

### Scénarios
Sauf indication contraire, les informations mentionnées dans cette section peuvent être confirmées par les bases de données cinématographiques IMDb et Allociné,  présentes dans la section « Liens externes ».
- Je t'aime, Je t'aime - scénario pour le film homonyme d'Alain Resnais - Losfeld (1968)
- Marée basse - scénario pour le court métrage d'Olivier Bourbeillon (1986)
- Et Dieu créa le monde - Dans le cadre du Petit théâtre d'Antenne 2, scénario TV pour : (1981)
- Les Temps morts - scénario avec Topor pour le film d'animation de René Laloux (1964)
- Loin du Vietnam - collaboration - film d'Alain Resnais, Jean-Luc Godard, William Klein, Claude Lelouch, Agnès Varda, Joris Ivens (1967)

### Autres publications
- Manuel du parfait petit secrétaire commercial - Losfeld (1960)
- Les Pensées - Le Cherche Midi (1986), recueil d'aphorismes
- Chroniques de France-Soir - Losfeld (1971) Sternberg publia aussi des chroniques dans le France Observateur (qui allait devenir Le Nouvel Obs), L'Express, Le Magazine littéraire (plus de 10 ans), France-Soir et Hara Kiri, ainsi que des contes dans Le Monde (Contes froids)
- Les Charmes de La publicité - Denoël (1971)
- Graveurs et illustrateurs du rêver la mer - Gallimard (1979)
- Ports en eaux-fortes - Maritimes et d’outre-mer (1980)

### Adaptation
- Ann Radcliffe Les mystères du château d'Udolpho. Adapté par Jacques Sternberg, Marabout, (1955).

### Œuvres choisies
- Œuvres choisies (Fin de siècle - Un jour ouvrable - La Banlieue - Le Délit) - La Renaissance du livre, 2001.

### Revues et journaux de bande dessinée
- Comment vont les affaires ? (version 2 seulement)[18], nouvelle, dans la version française de Eerie, no 1 de 1969
- La Photographie[19], scénario d'un récit court de 3 pages, dessin : Philippe Vasseur dans Métal hurlant no 49bis de 1980.

### Fanzines
- Le Petit Silence Illustré  (ISSN 0995-7847). Fanzine précurseur en France de la presse underground à tirage limité, réalisé en collaboration avec Philippe Curval. Huit numéros parus de 1955 à 1958[20], dont un numéro double numéroté 5-6 et un volume hors-série paru en 1957, Les Cahiers du Silence. Philippe Curval fera paraître en 2013 un dixième numéro[21].
- Le Petit Plexus Illustré (1967).

## Prix et distinctions
- 1961 : lauréat du Grands prix de l'humour noir Xavier Forneret pour L'Employé, aux Éditions de minuit[3] ;
- 1972 :  prix du Festival du livre de Nice pour Le Cœur froid ;
- 1986 :  prix Thyde Monnier de la Société des gens de lettres pour l'ensemble de son œuvre[3].

#### Livres
: document utilisé comme source pour la rédaction de cet article.
- Sandrine Leturcq, Jacques Sternberg : une esthétique de la terreur, L'Harmattan, coll. « approche littéraire », 2012, 149 p. (ISBN 9782296563186 et 229656318X, OCLC 883545934)
- Lionel Marek, Jacques Sternberg ou l'œil sauvage, Éditions L'Âge d'Homme, 2013, 363 p. (ISBN 978-2-8251-4263-9 et 2-8251-4263-8).

#### Périodiques
- Louis Cance, « Remember Jacques Sternberg », Hop !, Aurillac, AEMEGBD, no 112,‎ décembre 2006 (ISSN 0768-9357).
- Yannick Rolandeau, « Hommage à Jacques Sternberg », L’Atelier du roman, Éd. Guillaume de Roux, no 87,‎ mai 2017 (lire en ligne, consulté le 2 avril 2025)

#### Articles
- Jacques De Decker, « Jacques Sternberg, passager de la Terre », Le Soir,‎ 2 février 1989 (lire en ligne , consulté le 9 mai 2025).

### Autres
- Jacques Sternberg, un bricoleur dans l'impossible, par Phil Fax, La Nouvelle Revue moderne, janvier 2007.
- Jacques Sternberg, portrait de l'auteur par lui-même sur le site des Éditions de minuit
- Denis Reynaud, « Jacques Sternberg : Le mépris par Alphabet », Acta Universitatis Lodziensis. Folia Litteraria Romanica, no 15, décembre 2020, p. 243-51.